# Головачёв, Аполлон Филиппович
Аполло́н Фили́ппович Головачёв (также Головачов, 1831—1877) — русский литератор, критик, публицист и издатель. Секретарь журнала «Современник». Участник Знаменской коммуны. Второй муж А. Я. Панаевой. Отец Евдокии Нагродской.

## Биография
Из дворянской семьи. Учился в Казанском университете (1849—1850), принимал участие (в ополчении) в обороне Севастополя во время Крымской войны.
Начал печататься в 1860 году, когда опубликовал ряд заметок и статей в московской газете «Наше время». Печатался в «Русской речи» (1861), «Русском инвалиде» (1861). В 1863—1865 годах был секретарём журнала «Современник». Множество его критических статей помещено преимущественно в «Современнике» (среди них рецензии на «Казаков» Л. Н. Толстого, книги П. Н. Горского, Н. А. Лейкина и других писателей).
Состоял сотрудником «Века», «Биржевых ведомостей», «Северного вестника» и других изданий.
В 1865 г. Головачёв приобрёл собственную типографию, специализировавшуюся главным образом на издании литературы в области социальных и естественных наук, как строго-научных, так и популярных. Он издавал переводы сочинений Милля («Утилитарианизм и Свобода», 1869), Дарвина, Прудона, Мотли, работы Энгельгардт, Сеченова, Писарева, Жуковского и Курочкина. Типография просуществовала до 1869  г. и была одним из самых продуктивных предприятий Петербурга.
Список напечатанных в типографии Головачёва книг:
- «Французская демократия» П. Ж. Прудона (пер. под ред. Н. К. Михайловского, 1867);
- «Искусство, его основание и общественное назначение» (пер. под ред. В. С. Курочкина, 1865);
- «История Нидерландской революции и основание Республики соединенных провинций» Д. Л. Мотлея (Мотли) (в 2-х томах, издание книжного магазина В. В. Яковлева, 1865-66),
- «Организация уголовной юстиции в главнейшие исторические эпохи» Ж. Бэко (ред. и дополнения И. А. Рождественского, издание Н. В. Сорокина, 1867);
- «История американской войны 1861—1865 гг.» Г. Ч. Флетчера, т. 1, 1865, издание А. Ф. Головачёва);
- «Гражданское право и общественая экономия» Г. Данкварта (пер. П. П. Цитовича, издание А. В. Заленского и Е. Любарского, 1866);
- «Основания политической экономии» Д. С. Милля, т. 2 (пер. Н. Г. Чернышевского, издание А. Н. Пыпина, 1865);
- «Краткий курс политической экономии» (1865-66);
- Две книги в серии «Материалы для общественной науки» Ю. Г. Жуковского;
- «Путешествие вокруг света на корабле Бигль» Ч. Дарвина (в 2-х томах, пер. под ред. А. Н. Бекетова, издание А. С. Голицына — т. 1 и книжного магазина В. В. Яковлева — т. 2, 1865);
- «Дарвинизм или теория появления и развития животных и растительных видов» Дж. Омбони (перевод Н. Н. Макарова, издание книжного магазина Ф. Ф. Павленкова, 1867);
- «Четыре лекции о жизни и болезненном состоянии» Р. Вирхова (издание книжного магазина В.В. Яковлева, 1865);
- «Душевные болезни, для врачей и учащихся» (1867, издание В. О. Ковалевского);
- «Лесные животные. Звери, птицы и пресмыкающиеся» А. Э. Брема и Е. Россмесслера (пер. Н .Н. Страхова, 1867);
- «Натуралист на Амазонской реке» Г. В. Бэтса (1865, Издательство Трубниковой и Стасовой);
- «Микроскопический мир. Популярное описание явлений и форм, открытых микроскопом» Г. Егера (пер. и примечания А. Н. Бекетова, 1866);
- «Сборник общепонятных статей по естествознанию» А. Н. Энгельгардт (издание Н. Н. Макарова, 1867);
- «Сочинения» Д. И. Писарева (издание Ф. Ф. Павленкова, 1866—1869);
- «Полное собрание сказок Андерсена» (издательство Трубниковой и Стасовой, 1867);
- «Собрание стихотворений» В. С. Курочкина (1866);
- «Клод Ге» В. Гюго (1867)[2].

Известно только об одной книге, для которой Головачёв выступил издателем: «История американской войны 1861–1865 гг.» Г.Ч. Флетчера. Но, возможно, он был издателем и других печатавшихся в его типографии книг.

## Семья
Головачёв был вторым мужем Авдотьи Панаевой. Бракосочетание состоялось не ранее конца февраля 1865 г.: фамилией по первому мужу подписан «Договор с А. Я. Панаевой об уступке ею Некрасову своих прав на издание „Современника”...» — хотя их сближение, судя по мемуарным свидетельствам, началось раньше.
Его братья:
- Григорий Филиппович (1817—1880), сотрудник «Русского вестника» и других журналов, редактировал в 1860-х годах журнал «Детское чтение»; сочинял стихи, некоторые из них положены на музыку и исполнялись как романсы (наиболее известен романс «Вздохнёшь ли ты» Александра Варламова).
- Виктор Филиппович (1821—1904) — русский морской историк.
- Адриан Филиппович[5] (1829—1889) — зоолог.

## Литература

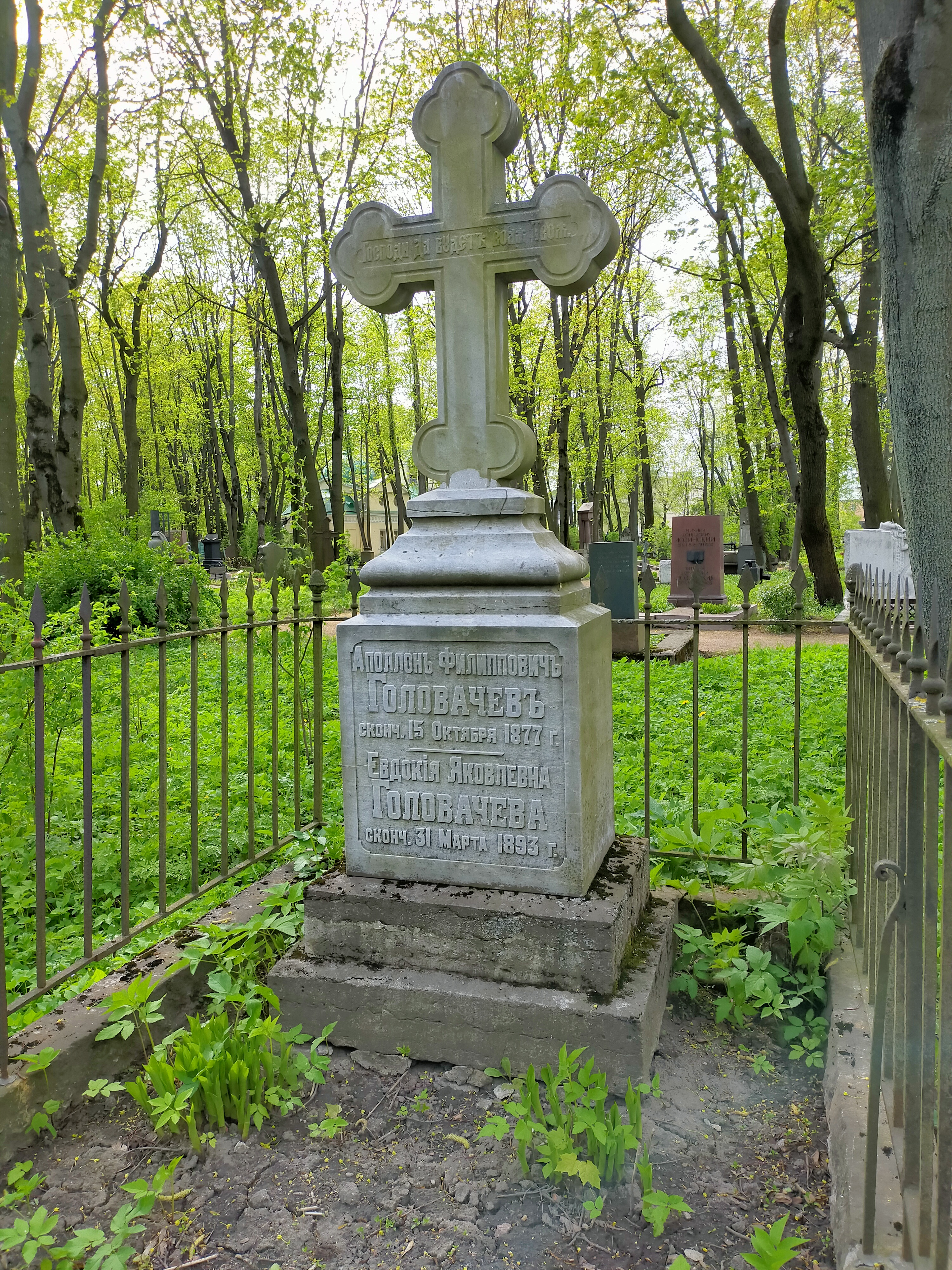
Надгробие А. Ф. Головачёва и Е. Я. Панаевой на Литераторских мостках